# HD143428
HD143428 — хімічно пекулярна зоря спектрального класу F8, що має видиму зоряну величину в смузі V приблизно  8,5.
Вона  розташована на відстані близько 1152,5 світлових років від Сонця.